# Fly Away (Lied)
Fly Away (englisch für „Wegfliegen“) ist ein Lied des US-amerikanischen Sängers Lenny Kravitz. Der Song ist die vierte Singleauskopplung seines fünften Studioalbums 5 und wurde als ebendiese am 9. November 1998 veröffentlicht.

## Inhalt
Fly Away wird von Lenny Kravitz aus der Perspektive des lyrischen Ichs gesungen und handelt von dem Wunsch, einfach wegzufliegen. So singt er davon, wie eine Libelle in den Himmel und über Bäume und Seen zu fliegen. Schließlich weitet sich der Wunsch aus und er möchte durch die Milchstraße bis zu den Sternen fliegen, wobei er eine geliebte Person (bezeichnet als unbestimmtes „Du“) mitnehmen will.

“I want to get away

I wanna fly away

Yeah, yeah, yeah”

## Produktion
Der Song wurde von Lenny Kravitz selbst produziert und geschrieben.

## Musikvideo
Bei dem zu Fly Away gedrehten Musikvideo führte Paul Hunter Regie. Es verzeichnet auf YouTube über 122 Millionen Aufrufe (Stand Dezember 2023). Das Video zeigt Lenny Kravitz, der das Lied mit Gitarre und seiner Band auf der Bühne eines Nachtclubs vor Publikum spielt. Die Zuschauer tanzen teils ekstatisch und einige machen miteinander rum und küssen sich. Kravitz trägt während des gesamten Videos eine Sonnenbrille.

## Single

### Covergestaltung
Das Singlecover zeigt Lenny Kravitz’ Kopf. Er trägt eine Sonnenbrille und einen Afro. Oben im Bild befinden sich die Schriftzüge Fly Away in Weiß und Lenny Kravitz in Rot, während der Hintergrund dunkelgrau gehalten ist.

### Titelliste
1. Fly Away – 3:41
2. Fly Away (Live Acoustic) – 4:03
3. Believe (Live Acoustic) – 5:14

### Chartplatzierungen
Fly Away stieg am 30. November 1998 auf Platz 85 in die deutschen Singlecharts ein und erreichte am 22. März 1999 mit Rang 15 die höchste Position. Insgesamt konnte es sich 24 Wochen lang in den Top 100 halten. Besonders erfolgreich war der Song im Vereinigten Königreich, wo er die Chartspitze belegte. Weitere Top-10-Platzierungen gelangen unter anderem in Australien und Neuseeland. In den deutschen Single-Jahrescharts 1999 erreichte das Lied Rang 61.
| ChartsChartplatzierungen       | Höchstplatzierung | Wochen |
| ------------------------------ | ----------------- | ------ |
| Deutschland (GfK)              | 15 (24 Wo.)       | 24     |
| Österreich (Ö3)                | 11 (17 Wo.)       | 17     |
| Schweiz (IFPI)                 | 19 (24 Wo.)       | 24     |
| Vereinigte Staaten (Billboard) | 12 (32 Wo.)       | 32     |
| Vereinigtes Königreich (OCC)   | 1 (12 Wo.)        | 12     |

| ChartsJahrescharts (1999)      | Platzierung |
| ------------------------------ | ----------- |
| Deutschland (GfK)              | 61          |
| Vereinigte Staaten (Billboard) | 29          |
| Vereinigtes Königreich (OCC)   | 58          |

### Auszeichnungen für Musikverkäufe
Fly Away wurde im Jahr 2022 im Vereinigten Königreich für mehr als 600.000 Verkäufe mit einer Platin-Schallplatte ausgezeichnet.

| Land/Region                  | Auszeichnungen für Musikverkäufe (Land/Region, Auszeichnung, Verkäufe) | Verkäufe |
| ---------------------------- | ---------------------------------------------------------------------- | -------- |
| Australien (ARIA)            | Gold                                                                   | 35.000   |
| Brasilien (PMB)              | Platin                                                                 | 60.000   |
| Italien (FIMI)               | Gold                                                                   | 50.000   |
| Neuseeland (RMNZ)            | Platin                                                                 | 30.000   |
| Spanien (Promusicae)         | Gold                                                                   | 30.000   |
| Vereinigtes Königreich (BPI) | Platin                                                                 | 600.000  |
| Insgesamt                    | 3× Gold · 3× Platin ·                                                  | 805.000  |

Hauptartikel: Lenny Kravitz/Auszeichnungen für Musikverkäufe
Bei den Grammy Awards 1999 erhielt Fly Away die Auszeichnung in der Kategorie Best Male Rock Vocal Performance.